# Pèlerinage marial

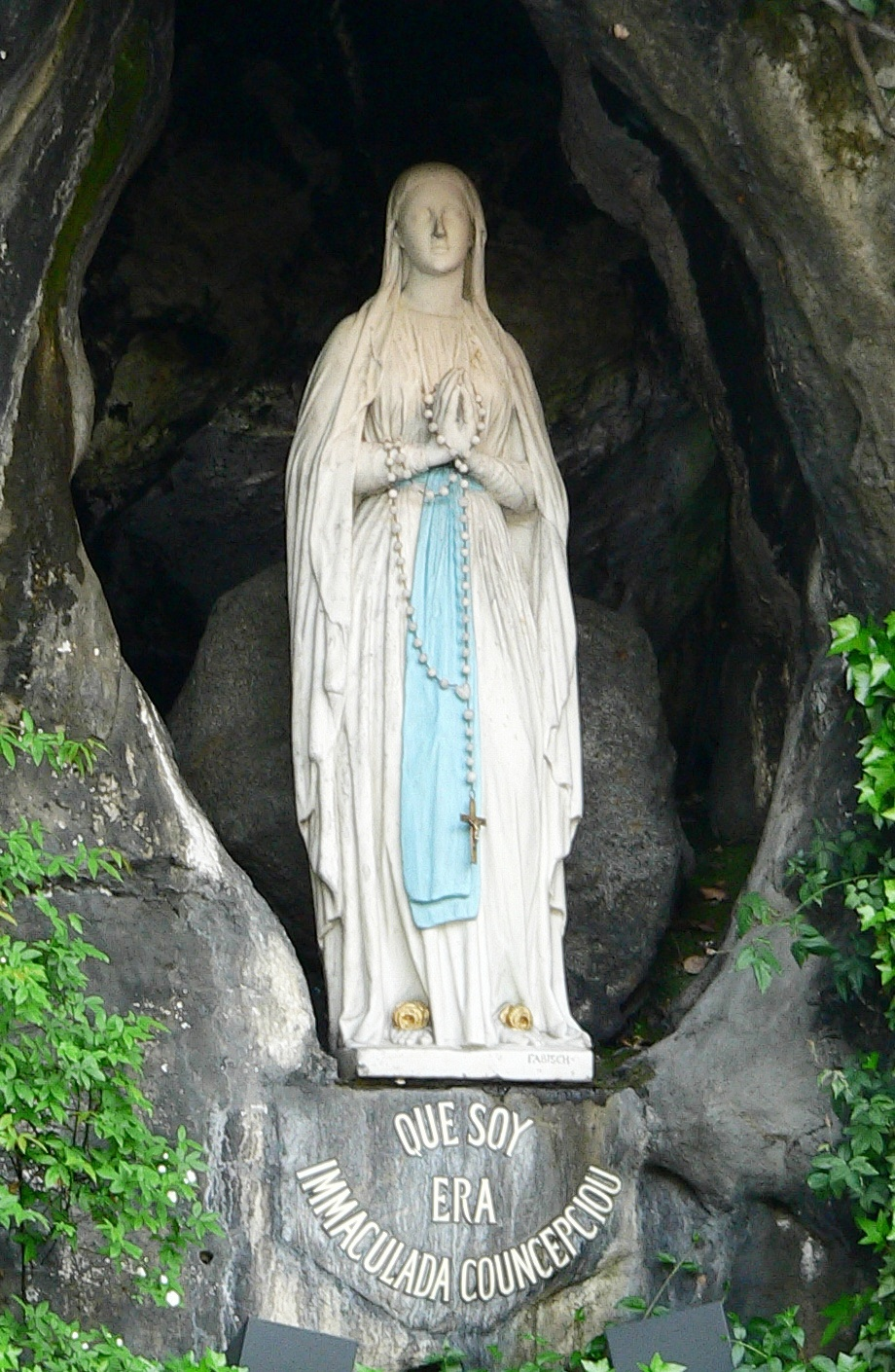
Statue de Notre-Dame de Lourdes dans la Grotte de Massabielle, lieu des apparitions de Lourdes.

Un pèlerinage marial est un acte de dévotion accompli par les croyants envers Marie, mère de Jésus-Christ, consistant à se rendre dans un lieu où elle est particulièrement vénérée. 

## Origines
Dès le début de l'ère chrétienne, des lieux de prières sont dédiés à la mère du Christ qui se trouvait en compagnie des apôtres le jour de la Pentecôte, traditionnellement considérée comme naissance de l'Église. Le lieu de sa dormition est honoré dès les premières années. Les traditions catholique et orthodoxe retiennent le Cénacle comme ce lieu. Un monastère fut édifié ensuite à l'époque byzantine à l'emplacement où se trouve aujourd'hui l'église luthérienne de la Dormition.
Lorsque l'empereur Constantin autorise le culte public chrétien en 313, mettant fin aux persécutions, les pèlerinages, c'est-à-dire les visites des Lieux Saints liés à la vie du Christ, puis des lieux de sépulture des saints et des lieux de culte abritant les reliques d'un saint, de la Cappadoce à l'Égypte (comme à la Thébaïde) en passant par Antioche ou la Palestine. Il en sera de même pour honorer la Vierge et ce mouvement sera suivi un peu plus tard en Occident.
Le pape Libère (352-356) fait ainsi construire une église en l'honneur de la mère du Christ à Rome. Celle-ci s'agrandira et deviendra l'imposante basilique Sainte-Marie-Majeure après la conclusion du concile d'Éphèse en 431 qui confirme que Marie de Nazareth peut être appelée « Mère de Dieu » (Theotokos) et non pas seulement « Mère du Christ ». Cette première grande basilique mariale donne une forte impulsion à la dévotion mariale en Occident. Le Moyen Âge, occidental comme oriental, crée par après de nombreux lieux placés sous la protection de la Mère de Dieu, sous un vocable ou l'autre.

## Lieux de pèlerinage

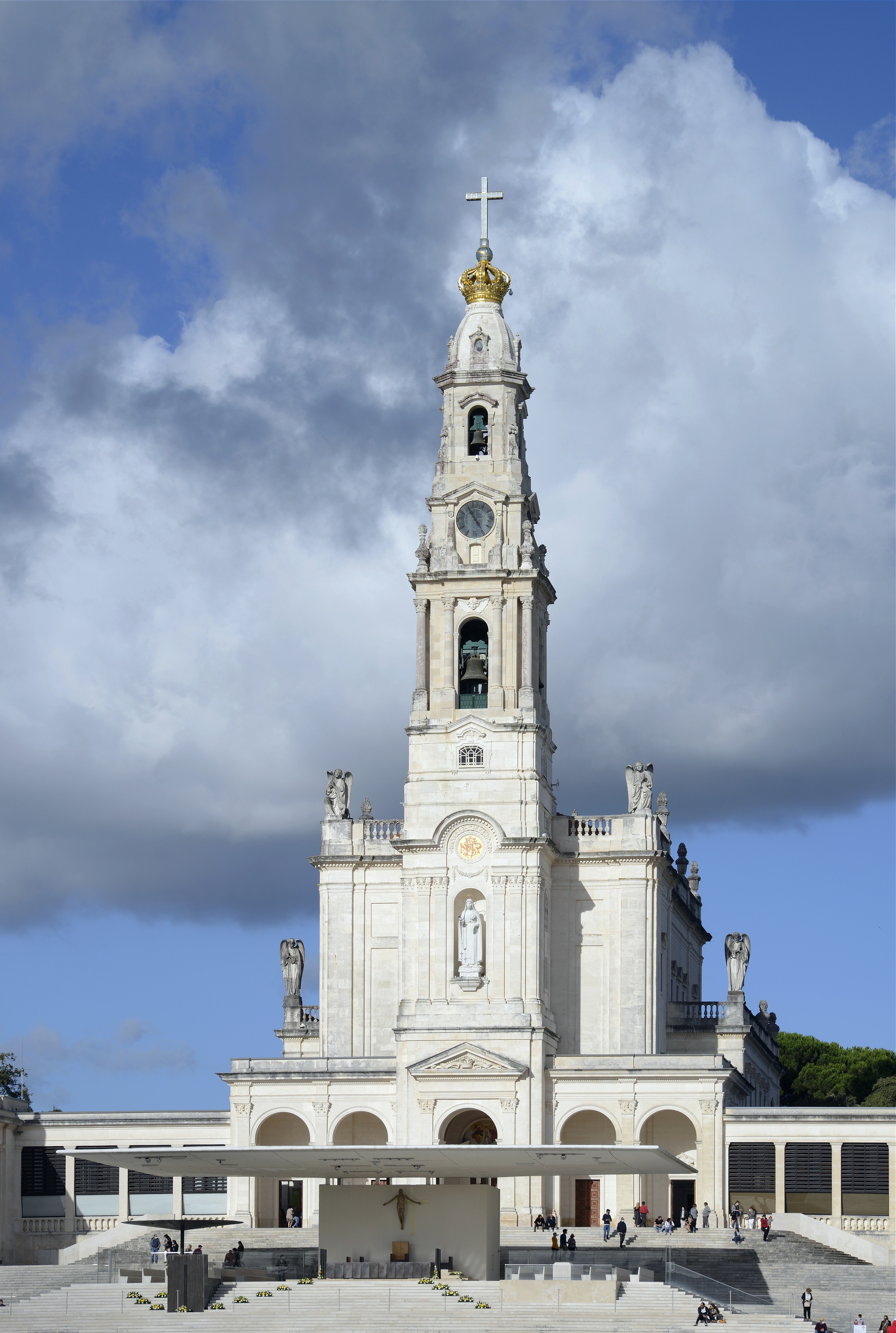
Le Sanctuaire de Notre-Dame de Fatima.

Un pèlerinage marial se déroule à un endroit associé au culte marial, généralement un sanctuaire marial ou une église, une chapelle, une cathédrale ou basilique, une abbaye ou un monastère portant un nom marial et dans lequel la dévotion des fidèles à Marie est forte.
Ces destinations de pèlerinages peuvent être des lieux d'apparitions mariales, ou des endroits où a eu lieu un miracle à la suite d'une intercession demandée à Marie, ou bien un lieu où se trouve une icône, une statue ou un autre type de représentation de Marie, ou simplement des lieux de dévotion populaire où elle a été particulièrement vénérée. L'Église locale y a construit habituellement un lieu de culte grâce aux dons des fidèles et parfois aussi du représentant du pouvoir laïc local. Ce culte donne parfois naissance à une ville mariale.
Le sanctuaire marial le plus fréquenté au monde est celui de Notre-Dame de Guadalupe au Mexique, où se rendent environ 15 millions de pèlerins par an. En Europe, les lieux de pèlerinage marial les plus fréquentés sont le Sanctuaire de Notre-Dame de Lourdes en France et le Sanctuaire de Notre-Dame de Fatima au Portugal, avec environ 4 millions de pèlerins annuels.

## Dates des pèlerinages
Même si les croyants peuvent effectuer à tout moment un pèlerinage vers un sanctuaire marial, c'est lors des fêtes mariales du calendrier liturgique que se rassemblent le plus grand nombre de pèlerins, en particulier les fêtes de l'Immaculée conception (8 décembre), de la Nativité de Marie (8 septembre), de l'Annonciation (25 mars), de l'Assomption (ou Dormition de la Vierge) (15 août), ou, pour les pèlerinages liés à une apparition mariale, les jours anniversaire (par exemple le 13 mai et le 13 octobre à Fátima).  Le mois de mai, appelé « mois de Marie » dans la tradition chrétienne, est également un moment privilégié pour accomplir un pèlerinage marial.